# Ässet Issekeschew

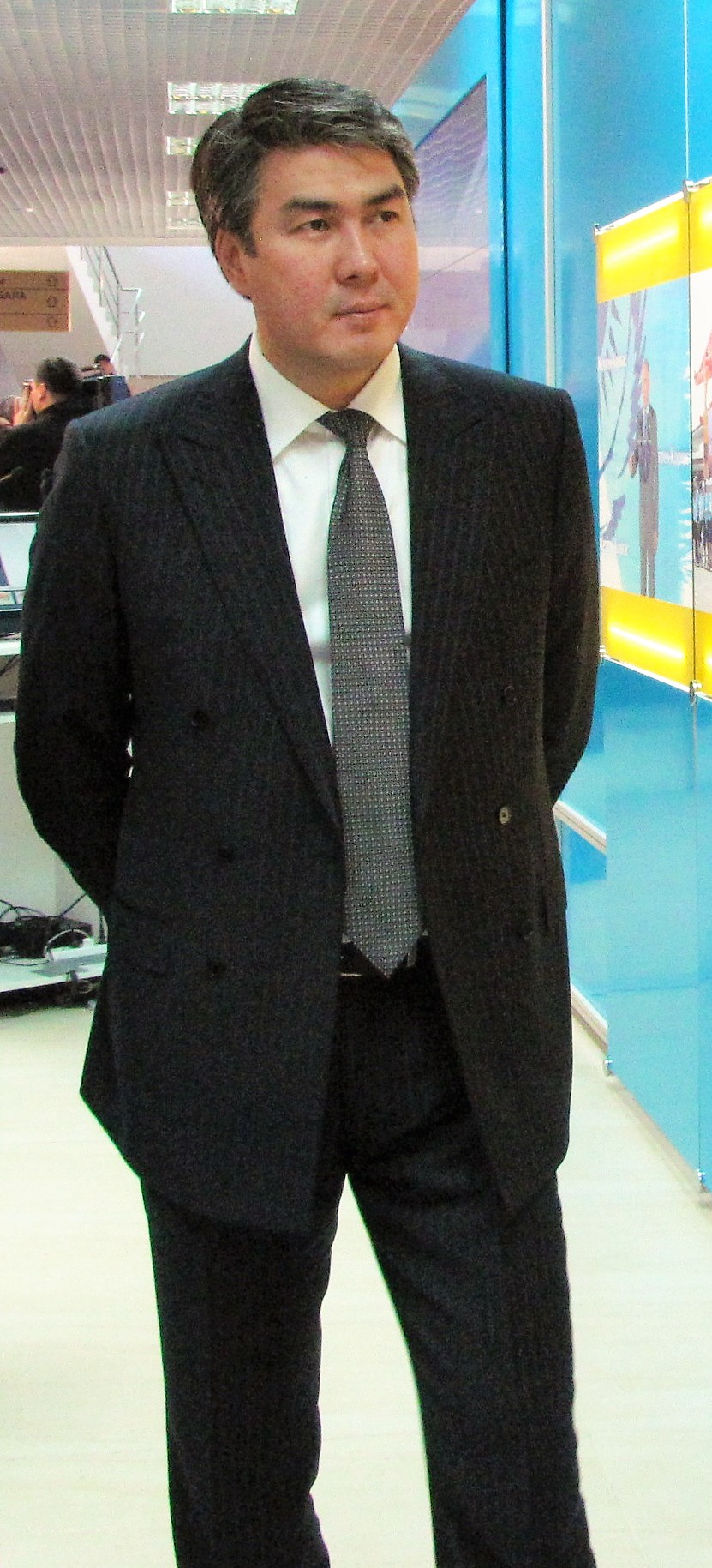
Asset Issekeschew (2011)

Ässet Örentajuly Issekeschew (kasachisch Әсет Өрентайұлы Исекешев, russisch Асет Орентаевич Исекешев/Asset Orentajewitsch Issekeschew; * 17. August 1971 in Karaganda, Kasachische SSR) ist ein kasachischer Politiker, er war von Juni 2016 bis September 2018 Bürgermeister der kasachischen Hauptstadt Astana.

## Leben
Asset Issekeschew wurde am 17. August 1971 in Qaraghandy geboren. Er machte seinen Abschluss 1994 an der Nationalen Al-Farabi-Universität in Almaty. Von 1999 bis 2000 arbeitete er im Justizministerium Kasachstans und von 2002 bis 2003 war er Berater für das kasachische Wirtschaftsministerium. Seit 2003 war er Vizeminister für Industrie und Handel, bevor er 2006 Vizevorsitzender staatlichen des Kazyna Sustainable Development Fund wurde.
Zwischen 2007 und 2008 war er Marketingdirektor von Credit Suisse in Kasachstan und war dann von Februar 2008 bis Mai 2009 Berater des kasachischen Präsidenten Nursultan Nasarbajew. Im Mai 2009 wurde er schließlich Minister für Industrie und Handel.
Nach der Auflösung des Ministeriums für Industrie und Handel im März 2010 wurde er Minister des neuen Ministeriums für Industrie und Neue Technologien sowie kasachischer Vize-Premierminister.
Von August 2014 bis Juni 2016 war Issekeschew Minister für Investitionen und Entwicklung Kasachstans.
Im Juni 2016 wurde er zum Akim (Bürgermeister) von Astana ernannt. Vom 10. September 2018 bis zum 24. März 2019 bekleidete er den Posten des Leiters der Präsidialverwaltung Kasachstans.
Vom 25. März 2019 bis 16. Januar 2020 fungierte Issekeschew als Exekutivdirektor des Fonds des Ersten Präsidenten von Kasachstan Nursultan Nasarbajew.
Am 16. Januar 2020 wurde Issekeschew zum Sekretär des Sicherheitsrates und somit zum Assistenten des kasachischen Präsidenten berufen.